# 요시카와 교스케
요시카와 교스케(일본어: 吉川 京輔, 1978년 11월 8일 ~ )는 일본의 전 축구 선수이다.

## 구단 경력
과거 콘사돌레 삿포로에서 활동하였다.

## 국가대표팀 경력
그는 1995년 FIFA U-17 세계 축구 선수권 대회에 참가할 일본 U-17 국가대표팀에 발탁되었으며, 3경기에 출전했다.